# Macropanax decandrus
Macropanax decandrus är en araliaväxtart som beskrevs av G.Hoo. Macropanax decandrus ingår i släktet Macropanax och familjen Araliaceae. Inga underarter finns listade.